# Mister Ernest (film)
Mister Ernest (orig. The Importance of Being Earnest) är en brittisk romantisk komedi från 2002 i regi av Oliver Parker, med Colin Firth i huvudrollen. Filmen är baserad på Oscar Wildes pjäs.

## Rollista
| Rupert Everett    | – Algernon 'Algy' Moncrieff |
| Colin Firth       | – John 'Jack' Worthing      |
| Frances O'Connor  | – Gwendolen Fairfax         |
| Reese Witherspoon | – Cecily Cardew             |
| Judi Dench        | – Lady Augusta Bracknell    |
| Tom Wilkinson     | – Dr. Frederick Chasuble    |
| Anna Massey       | – Miss Laetitia Prism       |
| Edward Fox        | – Lane, Algy's Butler       |
| Patrick Godfrey   | – Merriman                  |
| Charles Kay       | – Gribsby                   |
| Cyril Shaps       | – Pew Opener                |
| Marsha Fitzalan   | – Dowager                   |